# Communauté de communes des Isles-du-Marais-Poitevin
La communauté de communes des Isles-du-Marais-Poitevin (CCIMP) est une ancienne structure intercommunale à fiscalité propre française située dans le département de la Vendée et la région des Pays de la Loire.
Créée le 1er janvier 2000, elle disparaît le 31 décembre 2016 à la suite de la création de Sud-Vendée-Littoral, entité résultant de la fusion de la communauté de communes avec celles du Pays-Mareuillais, du Pays-Né-de-la-Mer et du Pays-de-Sainte-Hermine.

## Composition
Elle comprend les 10 communes suivantes :
| Nom                         | Code Insee | Gentilé       | Superficie (km2) | Population (dernière pop. légale) | Densité (hab./km2) |
| --------------------------- | ---------- | ------------- | ---------------- | --------------------------------- | ------------------ |
| Chaillé-les-Marais (siège)  | 85042      | Chaillezais   | 39,96            | 1 922 (2015)                      | 48                 |
| Champagné-les-Marais        | 85049      | Champagnelais | 49,82            | 1 757 (2015)                      | 35                 |
| Le Gué-de-Velluire          | 85105      | Guétréens     | 12,81            | 544 (2015)                        | 42                 |
| L’Île-d’Elle                | 85111      | Nellezais     | 19,09            | 1 551 (2015)                      | 81                 |
| Moreilles                   | 85149      | Moreillais    | 19,68            | 387 (2015)                        | 20                 |
| Nalliers                    | 85159      | Nalliérois    | 33,61            | 2 315 (2015)                      | 69                 |
| Puyravault                  | 85185      | Puyravaultais | 17,07            | 682 (2015)                        | 40                 |
| Sainte-Radégonde-des-Noyers | 85267      | Radegondins   | 31,13            | 895 (2015)                        | 29                 |
| La Taillée                  | 85286      | Taillezais    | 11,57            | 575 (2015)                        | 50                 |
| Vouillé-les-Marais          | 85304      | Vouillezais   | 9,14             | 770 (2015)                        | 84                 |

Cela correspond aux communes du canton de Chaillé-les-Marais auxquelles il faut ajouter Nalliers.

## Historique
La communauté de communes voit le jour le 1er janvier 2000, dans la continuité d’un district formé le 20 décembre 1990 entre les communes de Chaillé-les-Marais, Champagné-les-Marais, Le Gué-de-Velluire, L’Île-d’Elle, Moreilles, Sainte-Radégonde-des-Noyers, La Taillée et Vouillé-les-Marais. Avant 1990, ces communes étaient rassemblées au sein d’un syndicat intercommunal à vocation multiple créé en 1966 avec la commune de Puyravault.
D’abord dénommée « communauté de communes de Chaillé-les-Marais », elle devient, par un arrêté préfectoral du 24 janvier 2001 la « communauté de communes des Isles-du-Marais-Poitevin ».
- Le 1er janvier 2014, la commune de Puyravault devient la neuvième commune membre.
- Le 1er janvier 2015, la commune de Nalliers devient la dixième commune membre.

## Administration

### Siège
Le siège de la communauté de communes se situe au 43 bis, rue du 11-Novembre, à Chaillé-les-Marais.

### Présidents
| Période        | Période          | Identité        | Étiquette | Qualité                                                    |
| -------------- | ---------------- | --------------- | --------- | ---------------------------------------------------------- |
| Hiver 2000     | Printemps 2001   | Pierre Métais   | PS        | Conseiller municipal de Chaillé-les-Marais (jusqu’en 2001) |
| Printemps 2001 | 7 avril 2008     | Claude Clément  | DVD       | Maire de L’Île-d’Elle (1995-2014)                          |
| 7 avril 2008   | 14 avril 2014    | Daniel Ringeard | PS        | Maire de Champagné-les-Marais (1995-2014)                  |
| 14 avril 2014  | 31 décembre 2016 | Jacky Mothais   | DVD       | Maire de Vouillé-les-Marais (depuis 1995)                  |

## Identité visuelle

Ancien logotype.